# 因迪凱特島
因迪凱特島（英語：Indicator Island）是南極洲的島嶼，位於威廉群島中阿根廷群島的一部分，長0.2公里，處於加林德斯島西北端以西0.1英里，在1935年由英國探險隊繪入地圖和命名，現時由南極條約體系管理。